# Masdevallia glandulosa
Masdevallia glandulosa är en orkidéart som beskrevs av Willibald Königer. Masdevallia glandulosa ingår i släktet Masdevallia och familjen orkidéer. Inga underarter finns listade i Catalogue of Life.